# Musikjahr 1705
Liste der Musikjahre

◄◄ | ◄ | 1701 | 1702 | 1703 | 1704 | Musikjahr 1705 | 1706 | 1707 | 1708 | 1709 | ► | ►►

Weitere Ereignisse
Dieser Artikel behandelt das Musikjahr 1705.

## Ereignisse
- 08. Januar: Georg Friedrich Händels erste Oper Almira wird in Hamburg uraufgeführt. Händel ist damit für den nach Weißenfels vor seinen Gläubigern geflohenen Operndirektor Reinhard Keiser in die Bresche gesprungen, welcher seine schon fertige gleichnamige Oper nun hier nicht herausbringen kann, weil Händel in seiner Abwesenheit den Kompositionsauftrag erhält. Zur Premiere allerdings ist Keiser wieder in Hamburg und ergänzt Händels Oper mit einem eigenen Epilog. Die Begegnung mit Reinhard Keiser ist für Händels Entwicklung als Komponist von entscheidender Bedeutung. Zeitlebens begleiten ihn Keisers Melodien und Einfälle und tauchen in zahlreichen seiner eigenen Werke wieder auf.

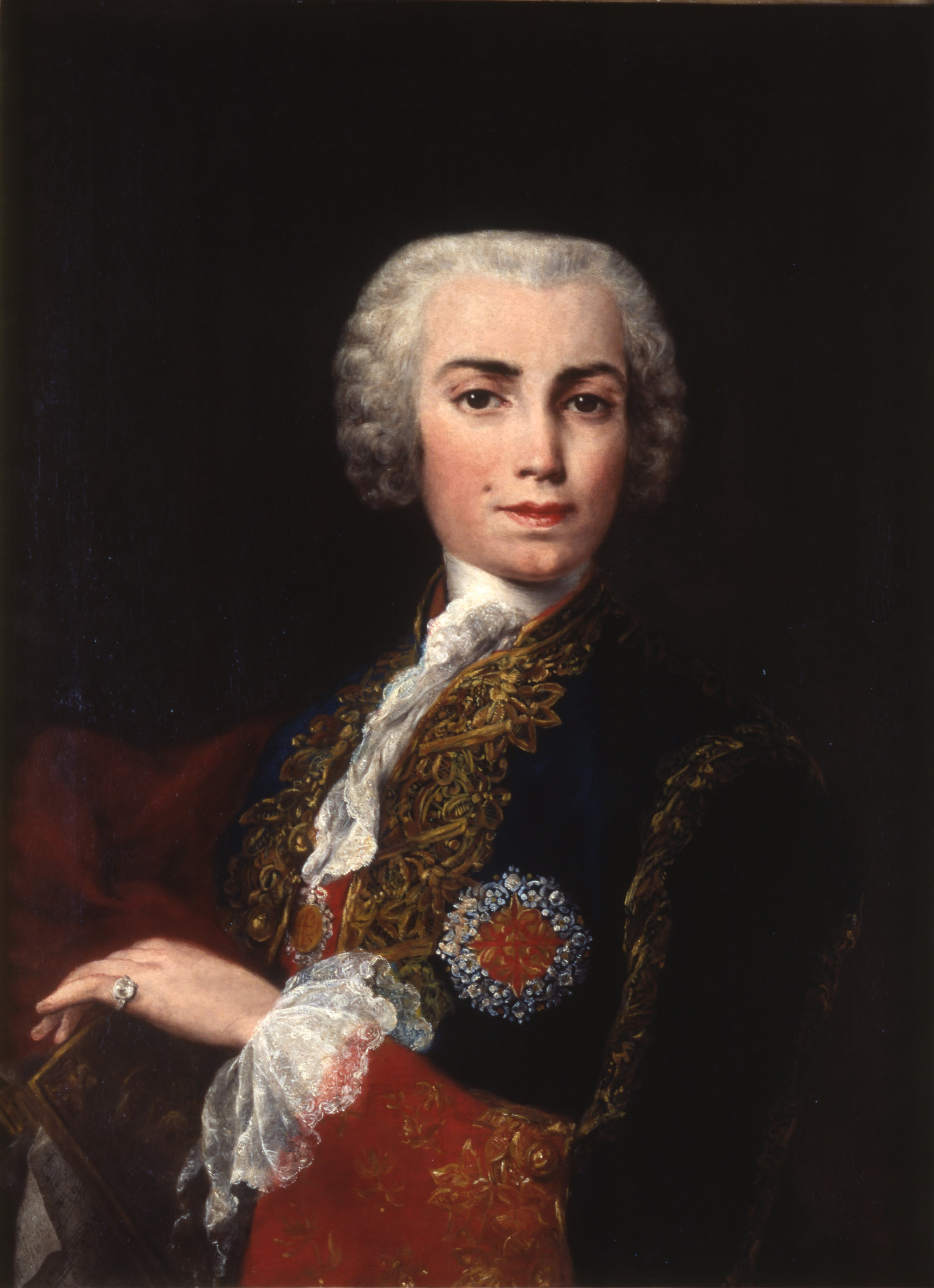
Farinelli, Gemälde von Jacopo Amigoni, zwischen 1750 und 1752

- 24. Januar: Carlo Broschi, unter dem Namen Farinelli einer der bekanntesten Kastratensänger des Barock, kommt in Andria zur Welt.
- 25. Februar: Nach dem großen Erfolg seiner Almira lässt Georg Friedrich Händel kurzfristig seine zweite Oper mit dem Titel Die durch Blut und Mord erlangte Liebe, oder: Nero folgen. Diese Oper hat, wohl wegen des schwachen Librettos, nur drei Vorstellungen und wird dann abgesetzt. Während die Partitur dieses Werkes verschollen ist, bietet die erhaltene Almira mit ihrer Mischung aus deutscher und italienischer Form sowie Sprache ein lehrreiches Beispiel für die am Theater am Gänsemarkt vorherrschende Opernform.
- 17. März: Tomaso Albinoni heiratet in Mailand die Sängerin Margherita Raimondi, die bereits im Alter von 15 Jahren in Venedig debütiert hat und lässt sich mit ihr im venezianischen Pfarrbezirk San Trovaso nieder. Aus der Ehe werden drei Söhne und vier Töchter hervorgehen. Margherita Albinoni tritt auch nach ihrer Heirat auf der Opernbühne auf, jedoch bis auf eine Ausnahme (I rivali generosi, Brescia 1715) offenbar nie in Werken ihres Mannes.
- 00. Juni: Georg Philipp Telemann beginnt seine Arbeit in Sorau. Graf Erdmann II. von Promnitz, sein neuer Arbeitgeber, ist ein großer Bewunderer der französischen Musik und sieht in Telemann einen würdigen Nachfolger der von Jean-Baptiste Lully und André Campra geprägten Versailler Musikschule, von deren Kompositionen er bei einer Frankreich-Reise einige Abschriften mitbrachte und die Telemann nun studiert. In Sorau trifft Telemann auf Erdmann Neumeister, dessen Texte er später vertont und den er auch in Hamburg wiedersehen wird. Auf Reisen nach Krakau und Pleß lernt er die polnische und mährische Folklore, wie sie wohl in Wirtshäusern und auf öffentlichen Veranstaltungen aufgeführt wird, schätzen.
- 00. November: Johann Sebastian Bach wandert zu Studienzwecken mehr als 400 Kilometer von Arnstadt nach Lübeck, um, wie es im Nekrolog heißt, „den dasigen berühmten Organisten an der Marienkirche Diedrich Buxtehuden zu behorchen“, möglicherweise aber auch, um sich als Nachfolger des 70-jährigen Organisten zu St. Marien zu bewerben. Dafür ist ihm Urlaub von vier Wochen gewährt worden. Diesen dehnt er bis in den Januar 1706 aus und lässt sich währenddessen als Organist in Arnstadt durch seinen Vetter Johann Ernst Bach vertreten. Die Reise zu Buxtehude beschert Bach wertvolle musikalische Eindrücke. Mit großer Wahrscheinlichkeit hat Bach auch auf der berühmten alten Totentanz-Orgel von St. Marien gespielt. Buxtehudes Abendmusiken, Orgel- und Klavierwerke und sein unvergleichliches Orgelspiel bilden einen Ansporn für den jungen Organisten und Komponisten. Die ersten erhaltenen Orgel- und Klavierwerke Bachs werden den Einfluss Buxtehudes erkennen lassen. Dazu gehören Choralvorspiele wie beispielsweise Wie schön leuchtet der Morgenstern (BWV 739) und Präludien, Toccaten, Partiten und Phantasien.

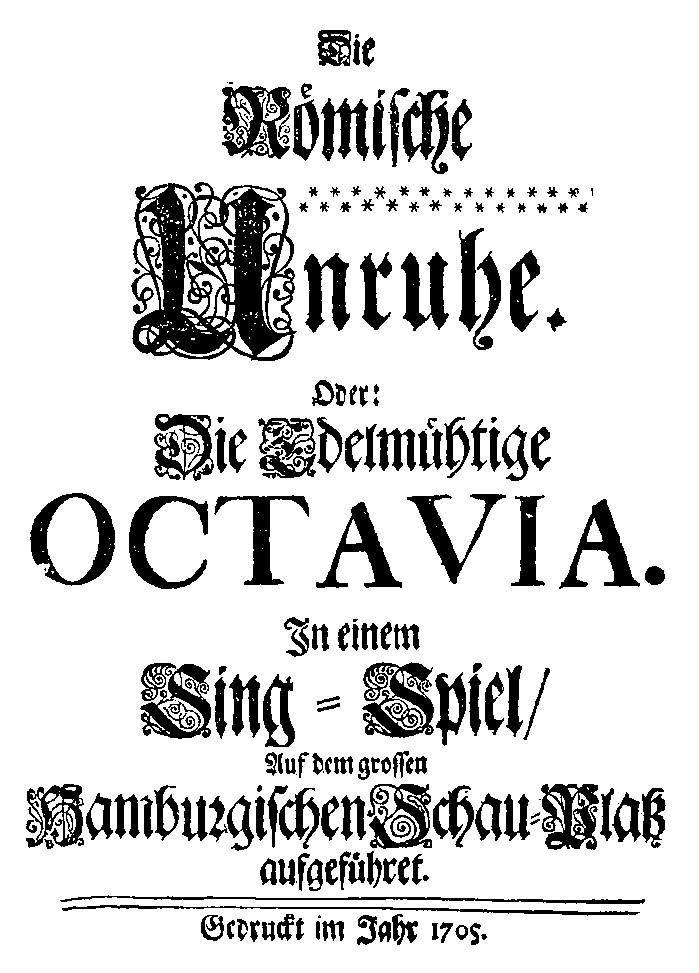
Reinhard Keiser – Octavia – Titelseite des Librettos

- Der schottische Sänger und Komponist John Abell unternimmt im Laufe des Jahres eine Konzertreise durch England und Schottland.[1]
- Giuseppe Matteo Alberti wird Mitglied der Accademia Filarmonica in Bologna.
- Auf Empfehlung des Königs wird Marin Marais als Nachfolger André Campras zum Leiter des Orchesters der Académie royale de musique ernannt. Dies versetzte ihn in die Lage, am 18. Februar 1706 sein Meisterwerk, die Oper Alcione, aufzuführen. Marais wird die Position als Orchesterleiter bis 1710 ausüben.
- Jean-Féry Rebel erhält eine Anstellung bei den Vingt-quatre Violons du Roi am französischen Hof. Er dient als Hofkomponist, ab 1705 als Maître de musique an der Académie royale.
- Arp Schnitger übersiedelt frühestens 1705 auf den Hof seines Schwiegervaters Hans Otte in Neuenfelde, den er bereits 1693 erworben hatte, und unterhält dort bis zu seinem Tode im Jahr 1719 eine weitere Orgelwerkstatt, den so genannten „Orgelbauerhof“.

### Uraufführungen

#### Bühnenwerke

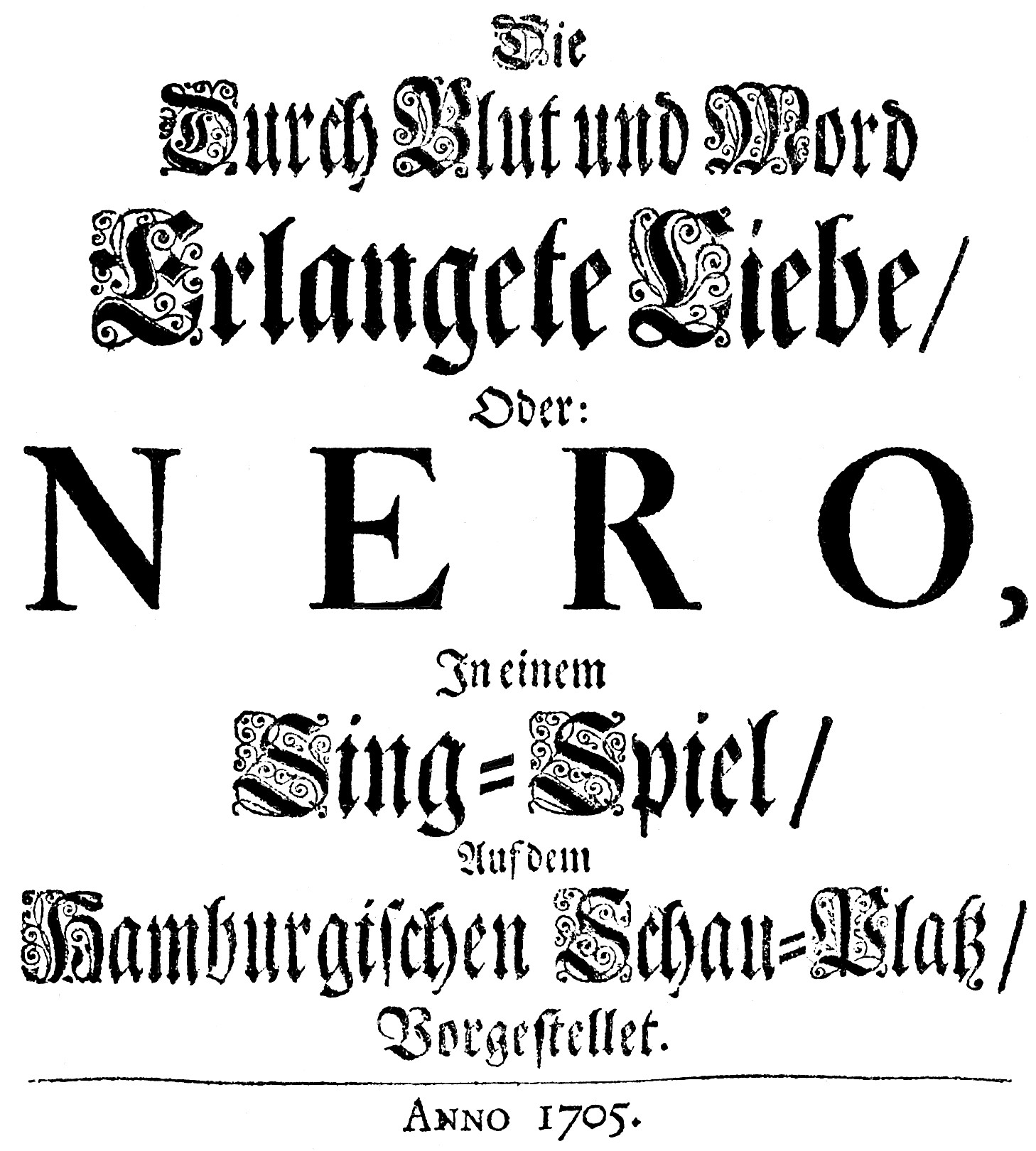
Georg Friedrich Händel – Nero – Titelseite des Librettos

##### Oper
- 08. Januar: Die Uraufführung von Almira, Königin von Castilien, der ersten Oper von Georg Friedrich Händel auf das Libretto von Friedrich Christian Feustking, erfolgt unter der Leitung von Reinhard Keiser am Theater am Gänsemarkt in Hamburg. Sie ist ein durchschlagender Erfolg und kommt bis zum 25. Februar auf 20 Aufführungen.
- 25. Februar: Georg Friedrich Händels zweite Oper Nero wird ebenfalls am Theater am Gänsemarkt uraufgeführt. Der Tenor Johann Mattheson gibt darin seine letzte Bühnenrolle. Mit diesem Libretto von Friedrich Christian Feustking zeigt sich Händel nicht zufrieden, weshalb das Werk, das heute als verschollen gilt, nach drei Aufführungen abgesetzt wird.
- 05. August: Die Oper Die römische Unruhe, oder Die edelmütige Octavia von Reinhard Keiser mit dem Libretto von Barthold Feind wird am Theater am Gänsemarkt in Hamburg uraufgeführt.
- 29. November: Die Uraufführung des musikalischen Trauerspiels Die kleinmütige Selbst-Mörderin Lucretia oder Die Staats-Torheit des Brutus von Reinhard Keiser erfolgt am Theater am Gänsemarkt in Hamburg.
- Antonio Caldara – Arminio (Genua)
- Thomas Clayton, Nicola Haym, & Charles Dieupart – Arsinoe, Queen of Cyprus, (Drury Lane Theatre in London)
- Francesco Gasparini – Statira
- Johann Mattheson – Le Retour du siècle d’or, das ist Die Wiederkehr der güldnen Zeit (Libretto von Gräfin Löwenhaupt oder Amalie Wilhelmine von Königsmarck; Text und Musik verloren)

### Instrumentalmusik

#### Ensemble
- Agostino Steffani
  - Les ouvertures, chacconnes et les autres airs à joüer (Amsterdam; um 1705; verloren)
  - Sonate da camera für zwei Violinen, Viola und Basso continuo (Amsterdam; um 1705)

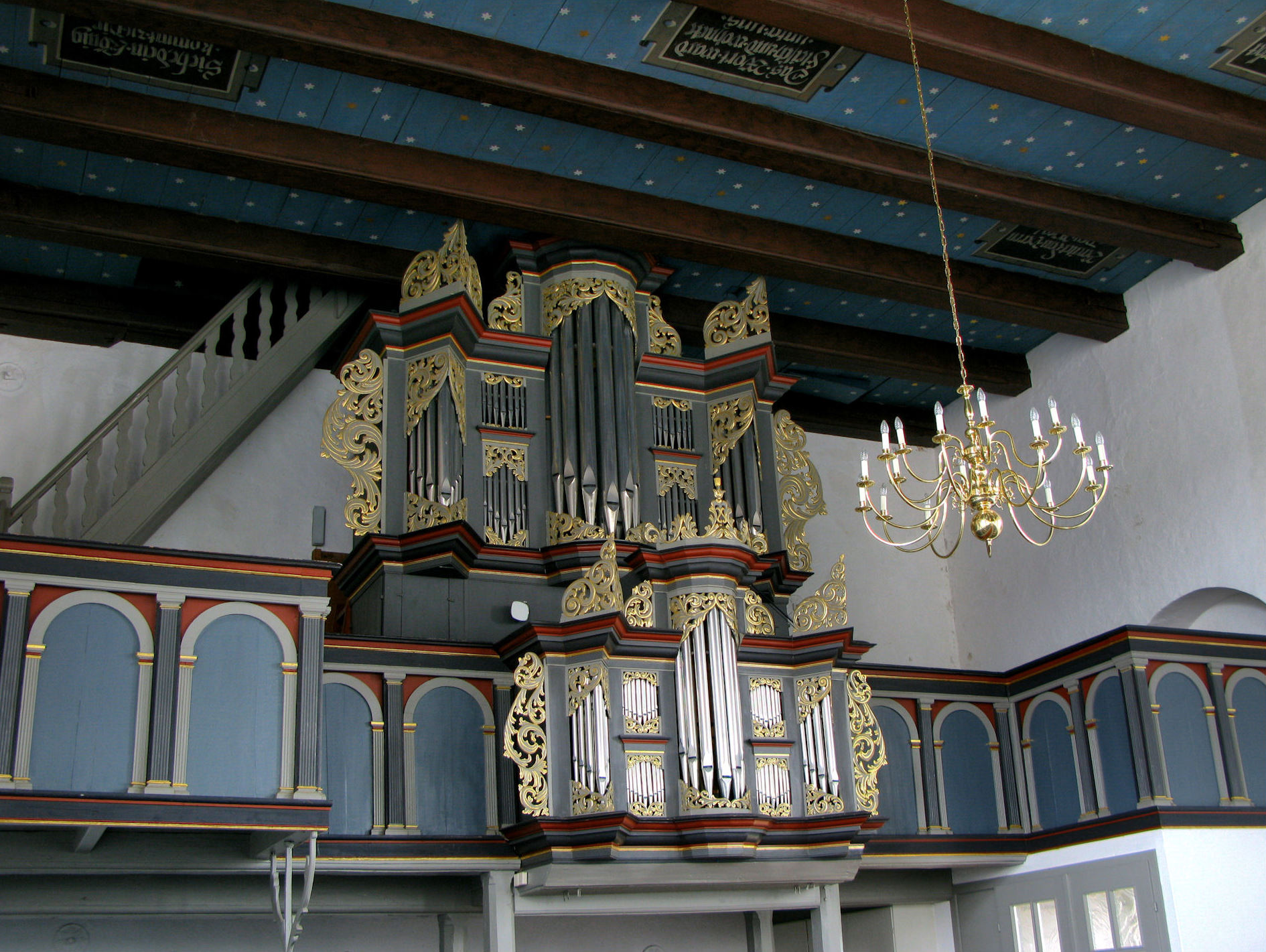
Orgel in Accum von Arp Schnitger

- Antonio Vivaldi – 12 Triosonaten da camera für 2 Violinen und Basso continuo, op. 1

#### Gitarre solo
- Das anonyme Libro de diferentes cifras de guitarra enthält mehr als 100 Gitarrenwerke, darunter die früheste bekannte Fandango-Melodie.

### Vokalmusik
- Antonio Lotti – Duetti, terzetti e madrigali

### Instrumentenbau
- In Antonio Stradivaris Werkstatt in Cremona wird die Violine Marsick ex Oistrach hergestellt.
- Arp Schnitger stellt die Orgel in der Kirche St. Willehad in Accum fertig.

## Geboren

### Geburtsdatum gesichert
- 24. Januar: Carlo Broschi, genannt Farinelli, berühmter italienischer Sänger († 1782)
- 12. Februar: Johann Elias Bach, deutscher Komponist († 1755)
- 20. Februar: Nicolas Chédeville, französischer Komponist und Oboist († 1782)
- 19. September: Marguerite Antoinette Couperin, französische Cembalistin († um 1778)
- 24., 28. oder 29. September: Johann Peter Kellner, deutscher Komponist († 1772)
- 05. November: Louis-Gabriel Guillemain, französischer Komponist und Violinist († 1770)
- 29. November: Michael Christian Festing, englischer Violinist und Komponist († 1752)
- 00. Dezember: Peter Prelleur, englischer Organist, Cembalist, Komponist und Musiktheoretiker († 1741)

### Genaues Geburtsdatum unbekannt
- Johann Jacob Cramer, deutscher Flötist († 1770)
- Johann Christian Flemming, deutscher Orgelbauer († 1775)
- Nicola Sabatino, italienischer Komponist († 1796)

## Gestorben
- 05. Februar: Jean Gilles, französischer Komponist (* 1668)
- 21. Februar: Johann Praetorius, deutscher Astronom, Pädagoge und Musiker (* 1634)

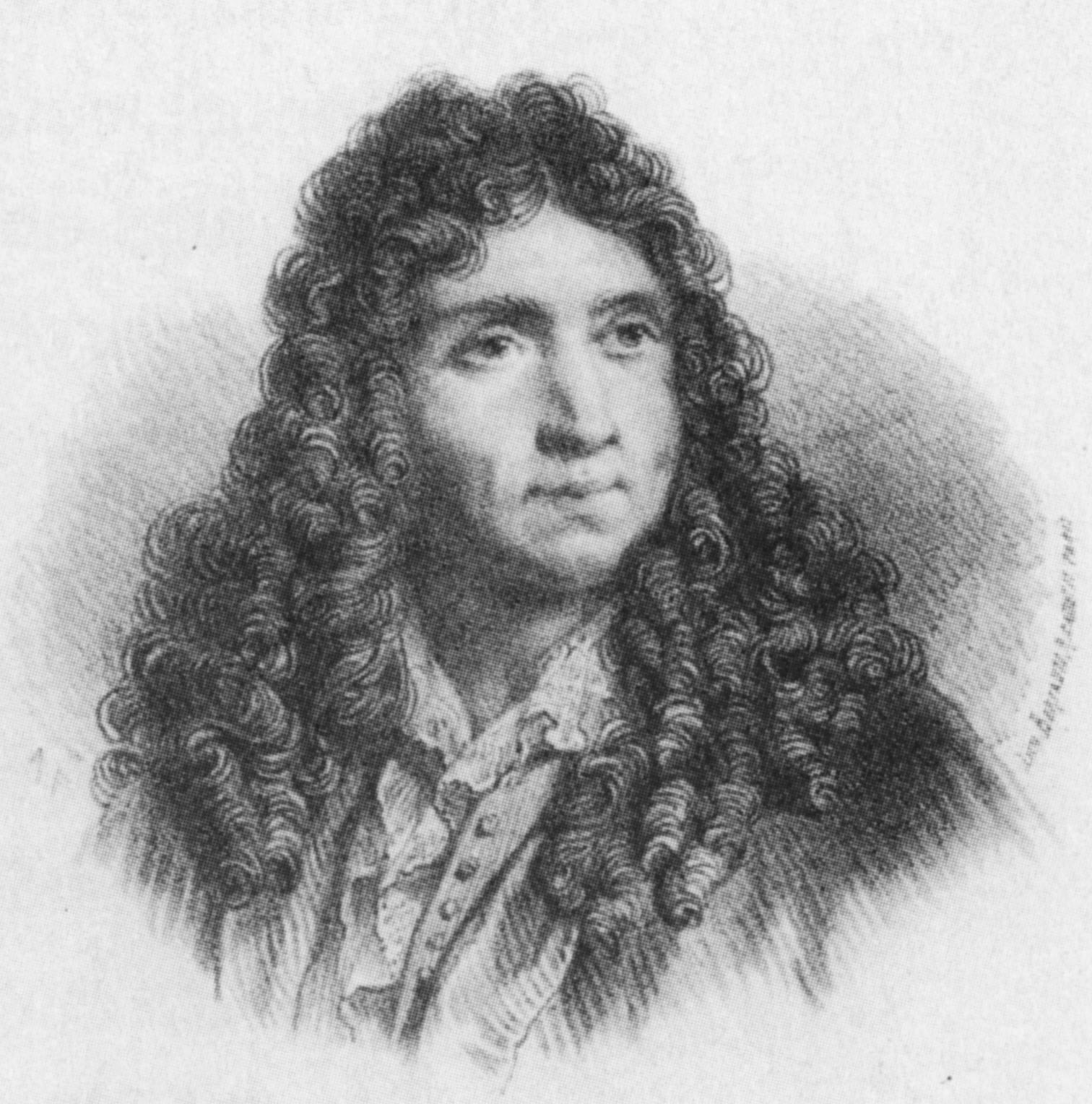
Pierre Beauchamp

- 00. Februar: Pierre Beauchamp, französischer Violinist, Komponist, Tänzer und Choreograf (* 1631)
- 22. März: Christian Heinrich Postel, deutscher Jurist, epischer Dichter und Librettist (* 1658)
- 02. April: Johann Löhner, deutscher Komponist, Organist und Sänger (* 1645)
- vor dem 17. April: Johann Paul von Westhoff, deutscher Komponist und Violinist (* 1656)
- 25. Juni: Gottlieb Fiedler, deutscher Kammerschreiber, Opernlibrettist und Übersetzer (* um 1660)
- 01. Juli: Giovanni Andrea Bontempi, italienischer Kastrat, Musikschriftsteller und Komponist (* um 1624)
- 09. November: Zacharias Thayßner, deutscher Orgelbauer (* vor 1645)